# Sappemeer Oost
Sappemeer Oost - stacja kolejowa w prowincji Groningen w Holandii, obsługuje miejscowość Sappemeer w gminie Hoogezand-Sappemeer. Powstała w 1887 roku. Usługi świadczy Arriva. 